# Écottes
Écottes is een gehucht in de Franse gemeente Licques in het departement Pas-de-Calais. Het ligt in vogelvlucht 3,5 km ten noorden van het dorpscentrum van Licques, hiervan gescheiden door een bosrijke heuvelkam.

## Geschiedenis
Oude vermeldingen van de plaats gaan terug tot de 12de eeuw als Agincota en Aicota.
In de middeleeuwen bezaten de premonstratenzer kanunniken van de abdij van Licques gronden nabij Écottes en ze kregen in 1240 de toestemming er een kleine kapel op te richten. De kapel werd vernield in de 14de eeuw, toen de Engelsen de streek van Calais veroverden en plunderen. Pas tussen 1770 en 1775 werd een nieuwe kapel opgetrokken voor de bewoners, die tot dan de lange afstand naar de parochiekerk in Licques moesten afleggen. Er werd ook een begraafplaats ingewijd rond de kapel, waar vanaf 1777 de inwoners werden begraven.
In 1846 werd Écottes een parochie en vanaf 1853 begon men met het vergroten van de kapel. In 1870 kwam er een klokkentoren en hoofdingang en werd het interieur hersteld. Het kerkje werd gewijd aan het Heilig Hart.

## Bezienswaardigheden
- De Église du Sacré-Cœur